# Morten Brørs
Morten Brørs, né le 28 juillet 1973, est un skieur de fond norvégien. 

## Carrière
Morten Brørs participe à sa première épreuve en Coupe du monde en mars 1997 à Oslo. Le 27 décembre 1999, il remporte son premier podium et première victoire par la même occasion au sprint libre de Kitzbühel. Il empoche ensuite le petit globe de cristal du sprint après avoir fini en tête du classement de la spécialité en fin de saison. En février 2001, il gagne sa deuxième épreuve de sprint en Coupe du monde à Nové Město na Moravě.

## Palmarès

### Coupe du monde
- Meilleur classement général : 11e en 2000.
- Vainqueur de la Coupe du monde de sprint en 2000.
- 3 podiums individuels dont 2 victoires.